# Madonna Contarini
La Madonna Contarini (Serie de la Virgen con Niño bendiciendo) es una pintura al óleo sobre madera (78x56 cm) del pintor renacentista italiano Giovanni Bellini, fechada entre 1475 y 1480 y que se conserva en la Galería de la Academia de Venecia.

## Descripción
María tiene en sus brazos al Niño Jesús, que está de pie en una balaustrada en primer plano, donde cuelga un pergamino con la firma del artista IOANNES BELLINVS. El Niño bendiciendo recuerda en su fisonomía a la tabla de la Sacra Conversación o retablo de San Job, datada en esos mismos años. Su figura tiene una fijación icónica que recuerda a la pintura bizantina, en la raíz de la escuela veneciana. Las miradas de madre e hijo no se encuentran, pero el tierno abrazo entre ambos expresa la familiaridad de la escena.
El fondo es un paisaje suave, con colinas que se pierden en la distancia hasta una ciudad torreada. Es notable el uso del color, que da forma a las figuras a la vez monumental y cálidamente humanas, gracias a la rica mezcla cromática.